# Tanzania

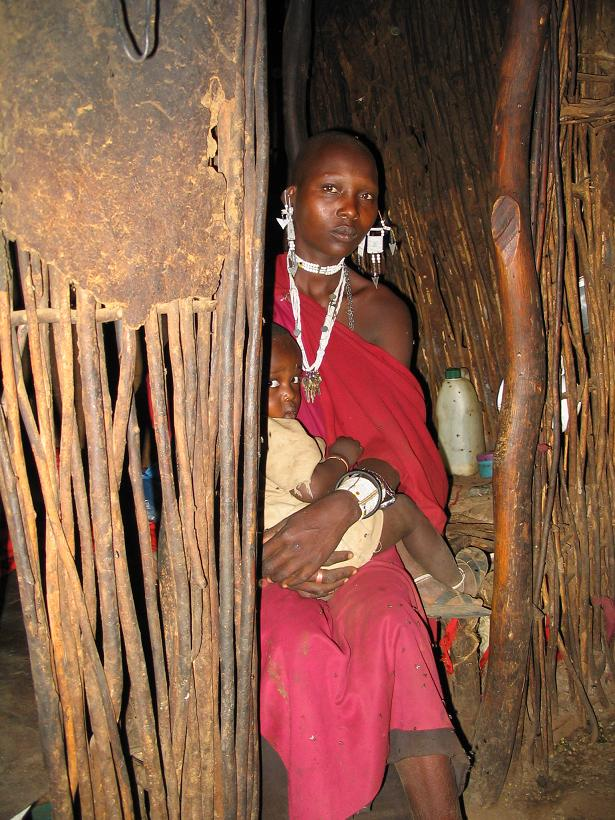
Masaivrouw met kind in Noord-Tanzania.

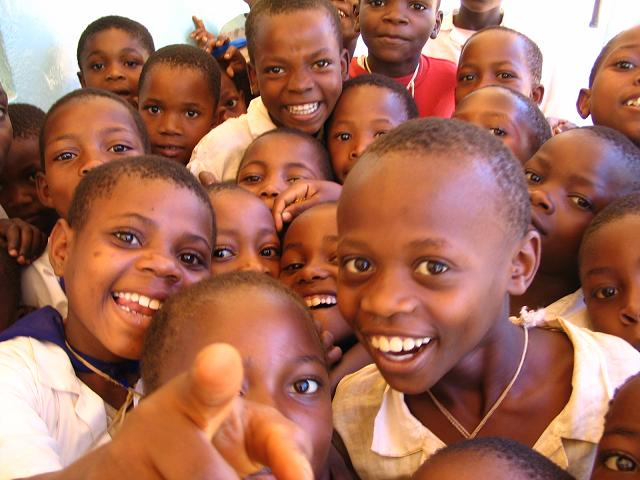
Schoolkinderen in Noord-Tanzania.

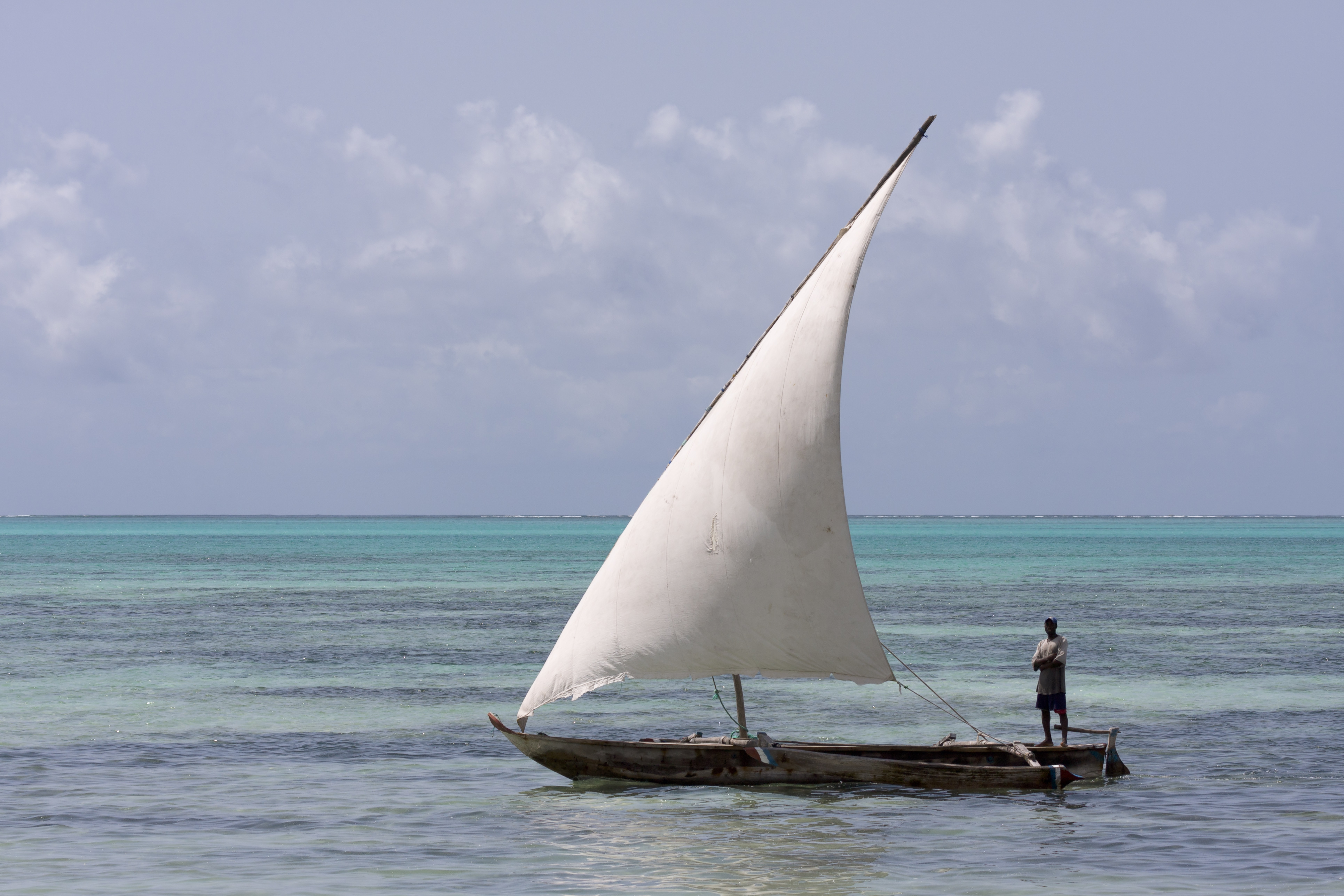
Dhow voor de kust van Zanzibar

Tanzania (uitspraak: [ˌtɑnzaˈnija]; soms ook wel aangeduid als Tanzanië), volledige naam Verenigde Republiek Tanzania (Swahili: Jamhuri ya Muungano wa Tanzania, Engels: United Republic of Tanzania), is een land in Oost-Afrika. Het land grenst aan Congo-Kinshasa, Rwanda en Burundi in het westen; Oeganda en Kenia in het noorden; en Mozambique, Malawi en Zambia in het zuiden. De hoofdstad is Dodoma, maar de grootste stad is Dar es Salaam. De officiële landstaal is Swahili; daarnaast heeft het Engels de status van voertaal. Binnen de republiek heeft Zanzibar een semiautonome status. De naam Tanzania is een samentrekking van de twee landen waaruit het voortgekomen is, Tanganyika en Zanzibar.

## TanzaniaenMainland Tanzania
Mainland Tanzania (Vasteland Tanzania) verwijst naar het deel van Tanzania op het continent van Afrika; met uitzondering van de eilanden van de Zanzibararchipel. Het komt overeen met het gebied van de voormalige staat Tanganyika. 25 van de 30 bestuurlijke regio's van Tanzania bevinden zich op het vasteland.

## Geografie
De officiële hoofdstad is Dodoma, maar de voormalige hoofdstad Dar es Salaam huisvest nog vele regeringsinstellingen en ambassades. Andere belangrijke steden zijn Arusha, nabij de Kilimanjaro, Mwanza, Tabora en Zanzibar.

## Bestuurlijke indeling
Tanzania is onderverdeeld in 26 regio's en 129 districten.

## Staatsinrichting
Tanzania is een republiek waarbij Zanzibar een semi-autonome status heeft. De president, die voor vijf jaar wordt gekozen en eenmaal herkiesbaar is, komt meestal van het vasteland. De eerste vicepresident is dan de premier van Zanzibar, de tweede vicepresident is de premier van de landsregering. De huidige president van Tanzania is Samia Suluhu.
Het parlement, de Nationale Vergadering, telt 156 leden: 101 gekozen op het vasteland en 55 op Zanzibar en Pemba.
Tot 1992 was de Chama Cha Mapinduzi (CCM), ('Partij van de Revolutie') de enige toegestane partij. De CCM ontstond in 1977 na een fusie van de Tanganyika Afrikaanse Nationale Unie (TANU) van Julius Nyerere en de Afro-Shirazi Partij van Aboud Jumbe. De CCM bekleedde tot 1992 duidelijk een monopoliepositie en de meeste ambtenaren waren dan ook lid van die partij. Wel hadden de kiezers keus uit meerdere kandidaten van die partij als het ging om de vertegenwoordigende lichamen. Bij de uitvoerende functies was de keus beperkt tot "ja" en "nee". De National Executive Committee (een soort politbureau) had de macht, er bestond geen persvrijheid, de Tanzaniaanse economie was een centraal geleide economie.
In 1992 werd een meerpartijenstelsel en een vrije markteconomie ingevoerd.
De munteenheid in Tanzania is de Tanzaniaanse shilling.

## Mensenrechten
Mensenrechten worden in Tanzania regelmatig geschonden door de jacht op albino's voor hun lichaamsdelen, die zogezegd magische kracht zouden hebben en worden gebruikt voor muti, een magische of zwartmagische praktijk die veelal als traditionele geneeskunde wordt voorgesteld maar tot doel heeft het verkrijgen van geluk en rijkdom. Zelfs kinderen worden niet ontzien omdat hun lichaamsdelen als effectiever worden beschouwd (en soms in levenden lijve worden afgehakt). Deze praktijk is buiten de wet gesteld, hetgeen toverdokters niet belet haar nog steeds te beoefenen.
Homoseksualiteit is voor mannen verboden in het land. Vrijwel alle politici demoniseren homoseksuelen frequent en fanatiek.

## Economie
Tanzania bezit grote voorraden aan mineralen en ertsen zoals goud, tanzaniet, diamant, steenkool, ijzer, uranium, nikkel, chroom, tin, platina en aardgas. Aardgas wordt gebruikt voor de productie van elektriciteit.
In 2014 produceerde het land 22 miljoen ton olie-equivalent (Mtoe), 95% biobrandstof en afval. (1 Mtoe = 11,63 TWh, miljard kilowattuur). Dat was niet genoeg voor de energievoorziening, het TPES (total primary energy supply): 25 Mtoe. Het land importeerde 2,9 Mtoe olieproducten.
Van de energie ging ongeveer 3 Mtoe verloren bij conversie. Voor eindgebruikers resteerde 21 Mtoe waarvan 0,4 Mtoe = 5 TWh elektriciteit die voor 42% met waterkracht opgewekt werd.
De uitstoot van kooldioxide was 10 megaton, dat is 0,2 ton per persoon, bijna niets vergeleken met het wereldgemiddelde 4,5 ton per persoon.

## Toerisme
Tanzania heeft enkele toeristische troeven voor safaritochten (het woord safari betekent reis in het Swahili):
- Ngorongoro: krater met een unieke wildpopulatie
- Serengeti: wildreservaat, bekend door de jaarlijkse migratie (gedeeld met Kenia)
- Selous: wildreservaat in het zuiden van het land, met de Rufiji-rivier
- Tarangire National Park: natuurpark in het noorden
- Lake Manyara: wildreservaat bekend om de vele flamingo's
- Ruaha: wildreservaat in het midden van het land
- Kilimanjaro: hoogste berg van Afrika (5895 m), door toeristen beklimbaar

## Afbeeldingen

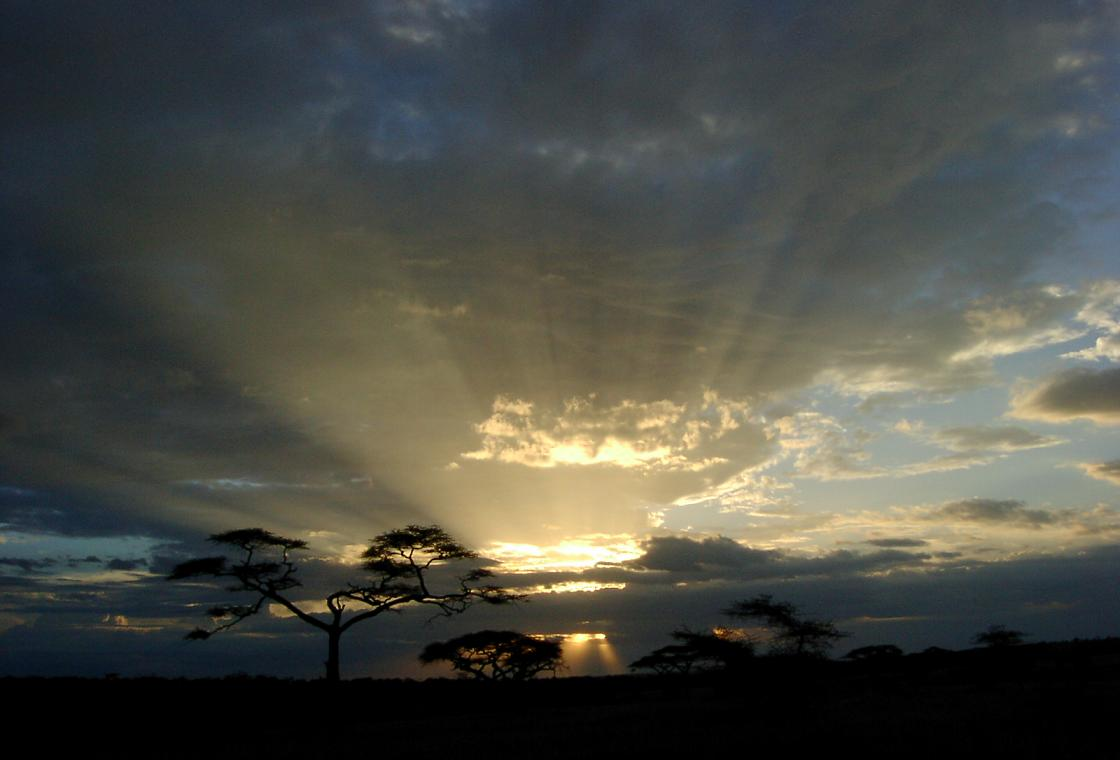
Zonsondergang in de Serengeti
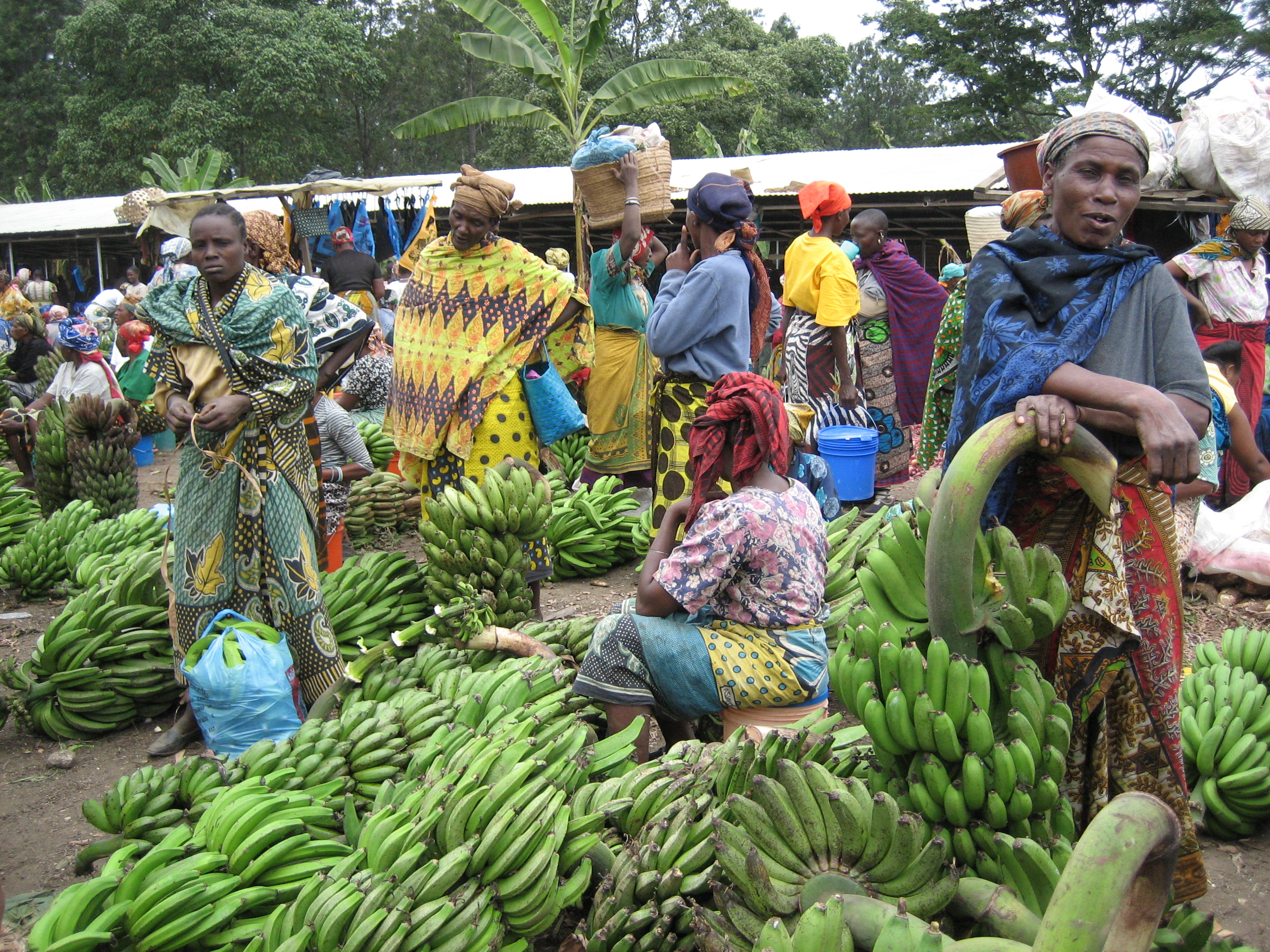
Tengerumarkt vlak bij Arusha
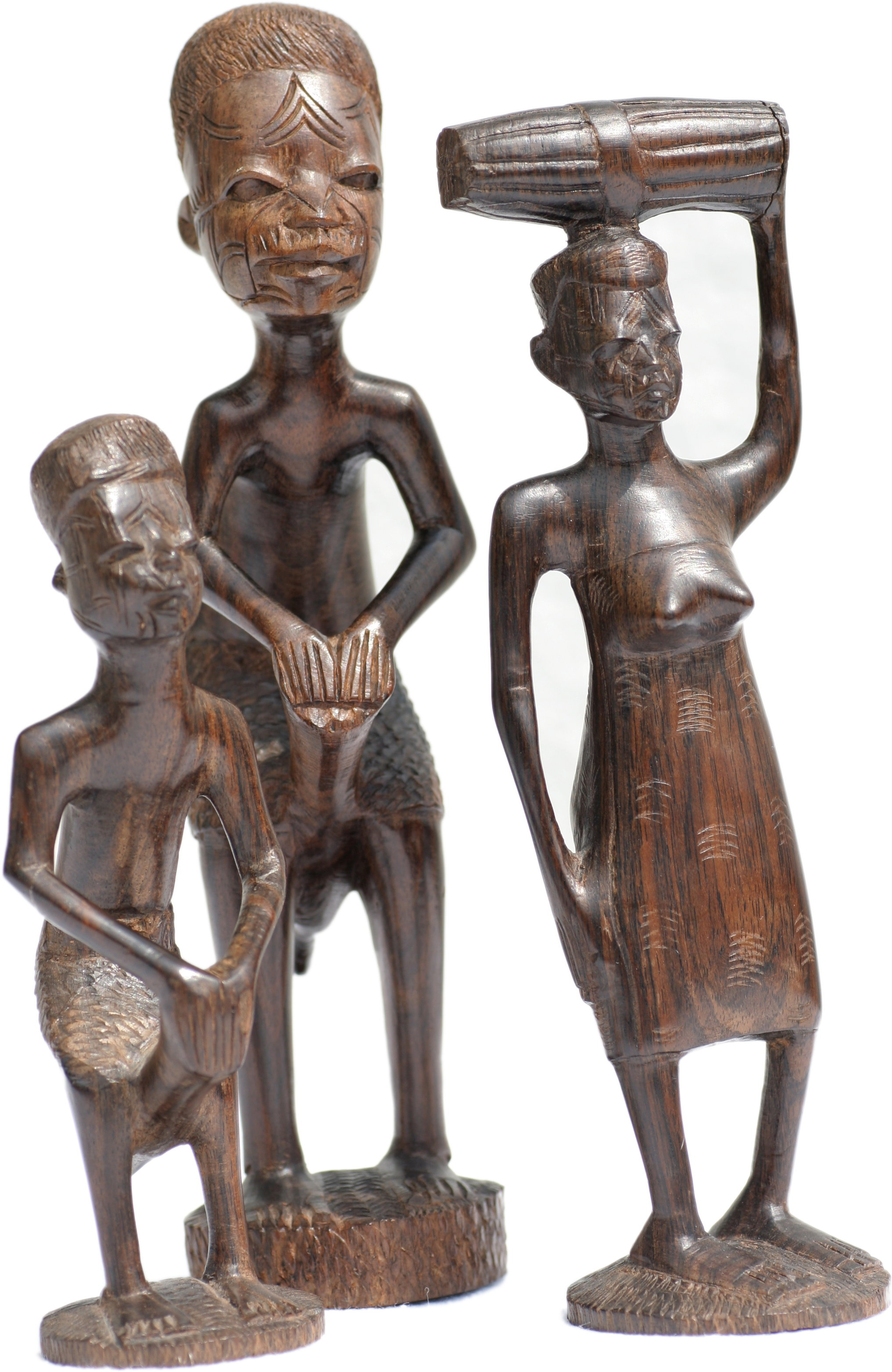
Makonde-houtsnijwerk
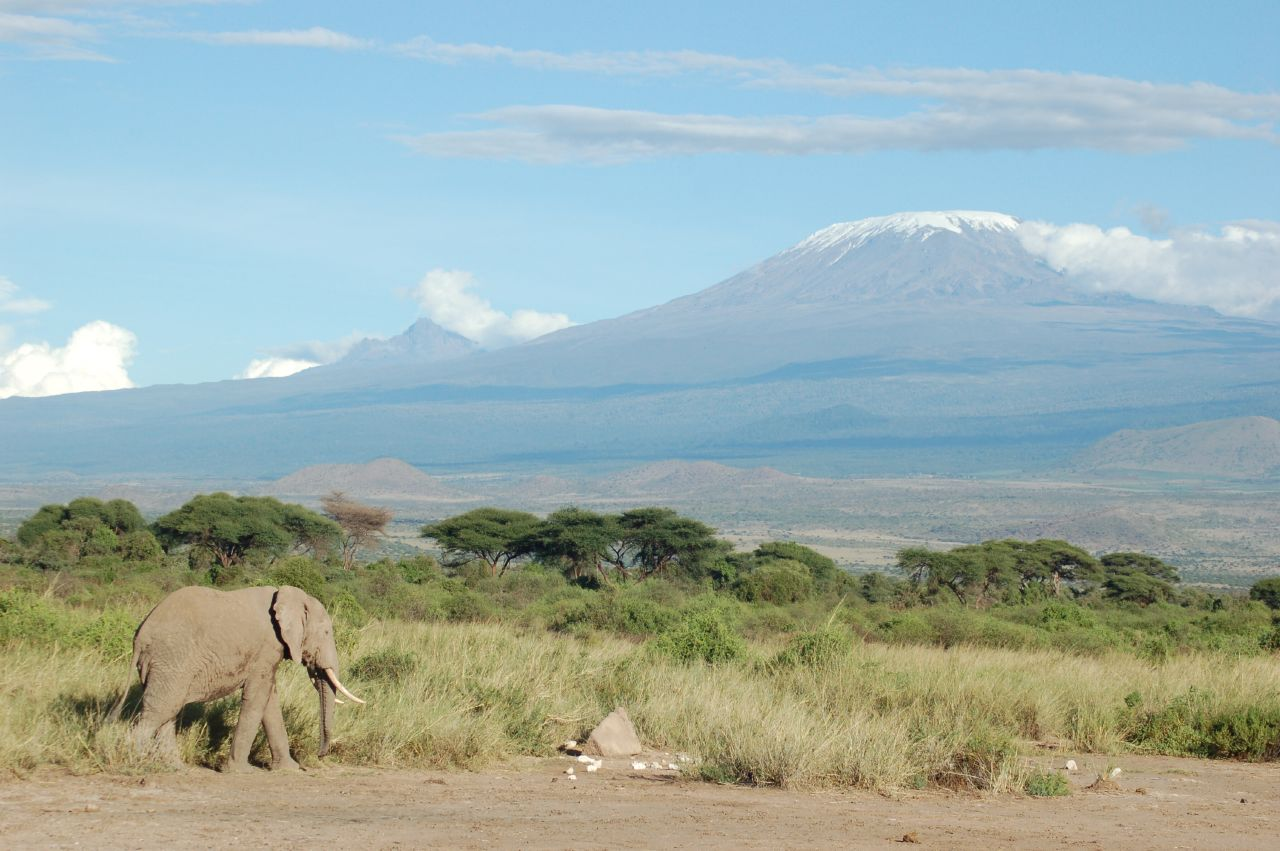
Kilimanjaro